# Zauzeto značenje
Izraz zauzeto značenje koristi se u Rječniku hrvatskoga jezika autora Vladimira Anića i u Hrvatskom enciklopedijskom rječniku. 
Označava slučaj toga da riječ gubi svoje općenito značenje u korist užeg.  To se može dogoditi kada izvorno neutralna riječ, nakon što se koristi na politički obojan način, pritegne snažne asocijacije i više se ne može koristiti u tom izvornom značenju.
Primjeri su zauzetih značenja riječ četnik u značenju pripadnika Zemaljske obrane u Dalmaciji u doba Austro-Ugarske (ali i u općem značenju "onaj koji četuje, koji se bori u četi") i riječ ustaša u općem značenju "ustanik" (izvorno, obje riječi imaju vrlo blisko značenje, i obje su bile korištene i u hrvatskom i u srpskom jeziku).